# Anton Pace
Anton grof Pace pl. Friedensberg, slovenski pravnik, prevajalec in prešernoslovec, * 14. november 1851, Podpeč pod Skalo, † 28. december 1923, Dunaj.
Pace je prevajal dela Prešerna v nemščino in jih leta 1869 izdal kot Lieder von Franc Prešeren.